# Limaria cumingii
Limaria cumingii is een tweekleppigensoort uit de familie van de Limidae. De wetenschappelijke naam van de soort is voor het eerst geldig gepubliceerd in 1843 door G.B. Sowerby II.